# Locomoción rotativa en sistemas vivos

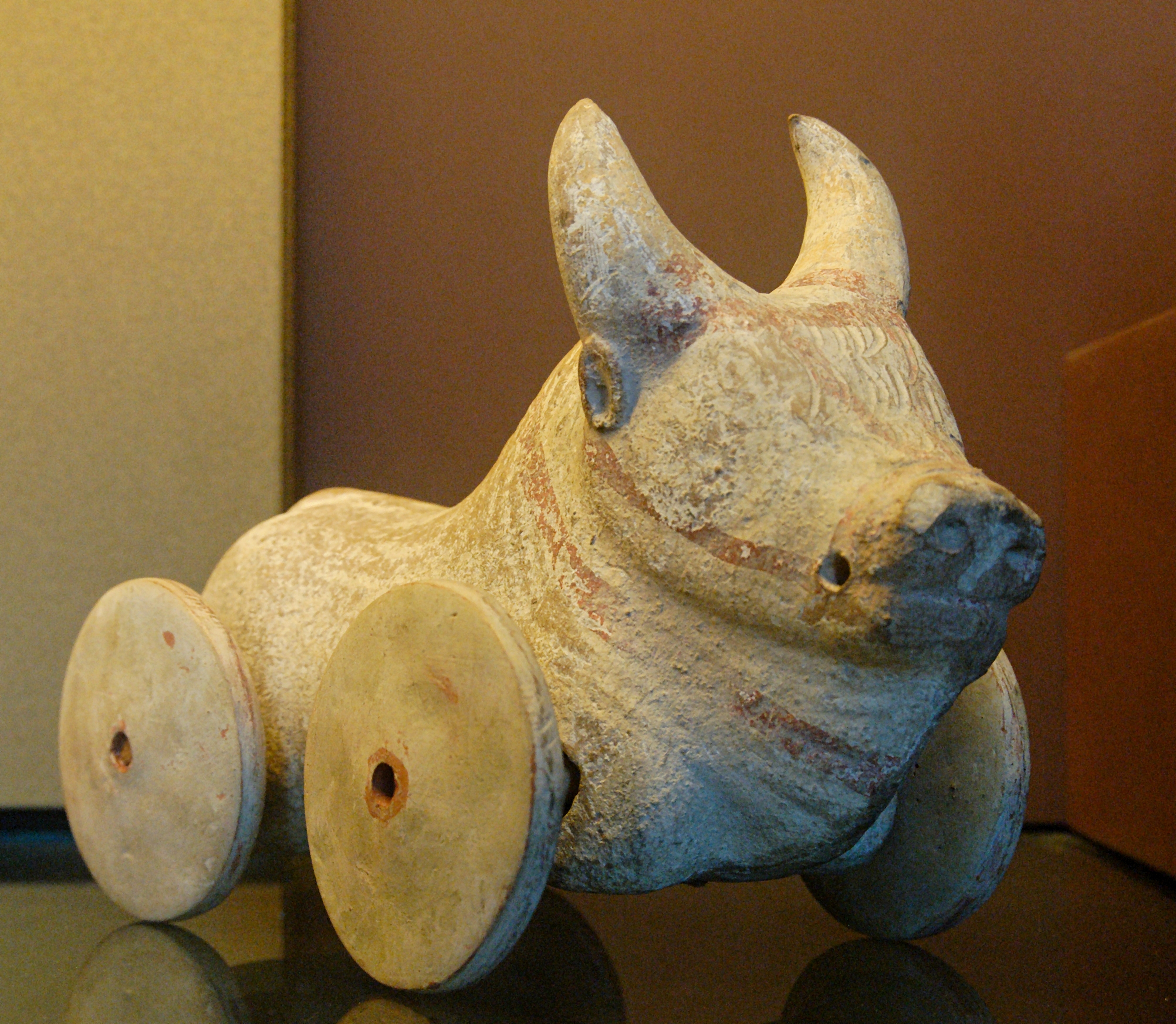
Una figura de búfalo con ruedas —probablemente un juguete para niños— la región de la Magna Grecia en la Grecia arcaica.

Algunos organismos son capaces de locomoción rodante. Sin embargo, las ruedas y hélices verdaderas —a pesar de su ubicuidad y utilidad en los vehículos hechos por humanos— no han llegado a ser desarrolladas en los procesos evolutivos para el desplazamiento de los seres vivos. La única excepción se da en ciertos microorganismos, en los que se han desarrollado flagelos que giran sobre su eje longitudinal y  actúan como un sacacorchos. Las criaturas con ruedas, en definitiva, solo se encuentran en la ficción especulativa.

Dada la ubicuidad de la rueda en la tecnología humana, y la existencia de análogos biológicos de muchas otras tecnologías (como las alas y las lentes), la falta de ruedas en el mundo natural parecería exigir una explicación, y, según los biólogos, el fenómeno se explica ampliamente por dos factores principales. En primer lugar, hay varios obstáculos de desarrollo y evolutivos para la aparición de una rueda por selección natural, abordando la pregunta «¿Por qué la vida no puede evolucionar ruedas?». En segundo lugar, las ruedas a menudo están en desventaja competitiva en comparación con otros medios de desplazamiento (como caminar, correr o deslizarse) en entornos naturales, abordando la pregunta «Si las ruedas pudieran evolucionar, ¿por qué podrían ser raras de todos modos?». Esta desventaja específica del entorno también explica por qué los humanos abandonaron la rueda en ciertas regiones al menos una vez en la historia.

## Casos conocidos de rotación en biología

### Rodadura

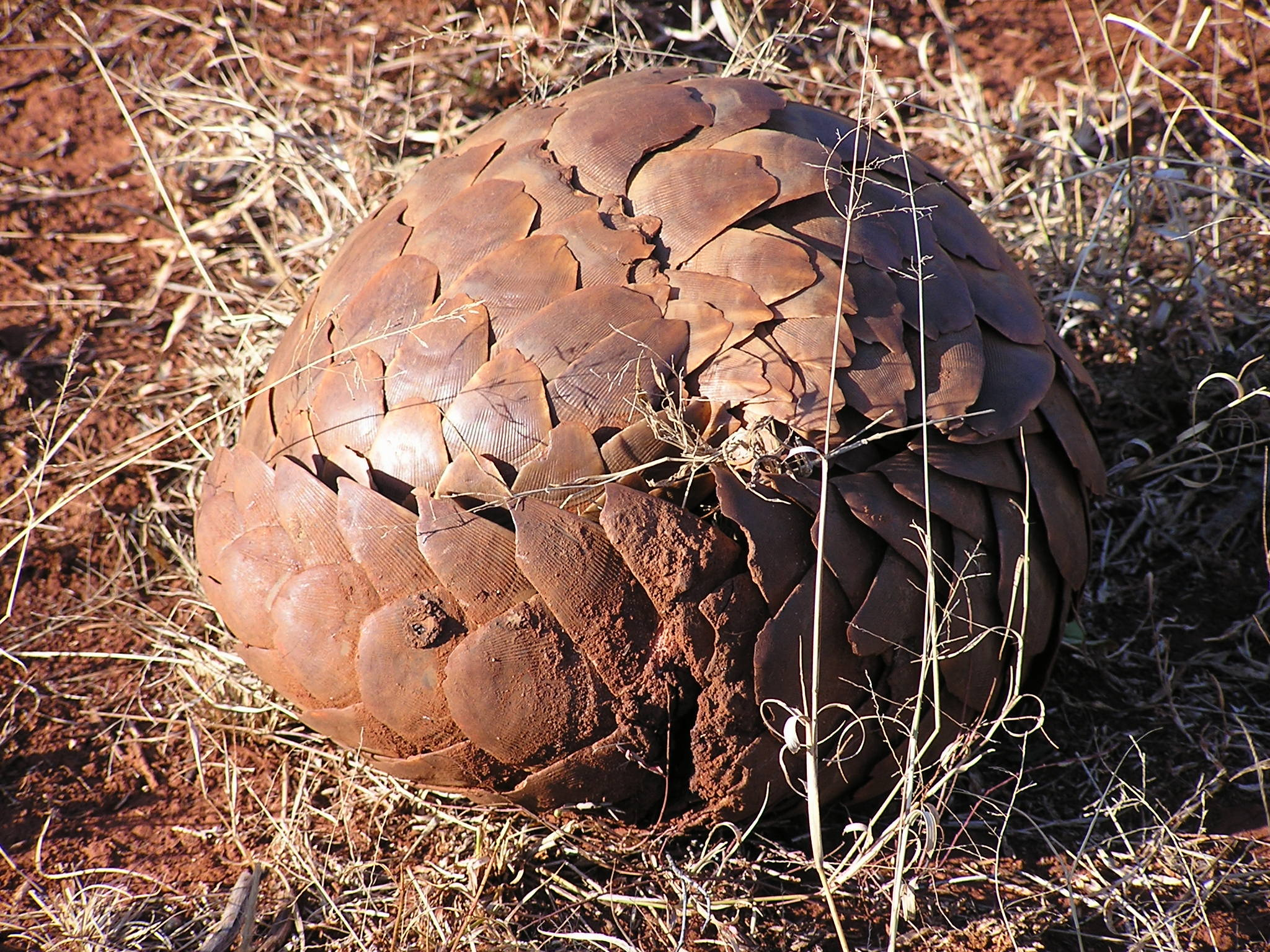
El pangolín Manis temminckii en una postura defensiva, en la que puede rodar

Algunos organismos usan la rodadura como medio de locomoción. Estos ejemplos no constituyen el uso de una rueda, ya que el organismo se hace girar como un todo, en lugar de emplear partes separadas que giran independientemente.
Varias especies de organismos alargados forman sus cuerpos en un bucle con el fin de rodar, incluyendo ciertas orugas, larvas de escarabajos tigre, miriápodos, gambas mantis, y ciertas salamandras. Otras especies adoptan posturas más esféricas, principalmente para la defensa, que pueden permitir la rodadura; este comportamiento se ha observado en pangolines, erizos, armadillos, lagartos armadillo, isópodos, arañas de ruedas, y trilobites fosilizados. Estas especies pueden rodar pasivamente (bajo la influencia de la gravedad o el viento) o activamente, por lo general mediante la alteración de su forma para generar una fuerza de propulsión.
Los estepicursores son las partes aéreas de ciertas plantas, que se separan de la raíz y ruedan con el viento para dispersar sus semillas.
Los escarabajos peloteros forman esferas con excrementos de animales, a los que hacen rodar con sus cuerpos. A pesar de que es la bola del estiércol la que rueda en lugar del propio escarabajo, los escarabajos se enfrentan a muchas de las mismas dificultades mecánicas con las que lidian los organismos de rodadura.
Los queratinocitos, un tipo de célula de la piel, migran con un movimiento de balanceo durante el proceso de cicatrización de heridas.
Los rotíferos, aunque su nombre en latín significa "portador de rueda", no tienen una estructura de rotación, sino más bien un anillo de cilios que golpean rítmicamente, utilizado para la alimentación y la propulsión.

### Rotación libre

#### Macroscópica
Entre los animales, existe un único ejemplo conocido de una estructura aparentemente de giro libre, aunque no es propulsivo: el estilo cristalino de ciertos bivalvos y gastrópodos. El estilo consiste en una varilla transparente de glicoproteínas que está formada continuamente en un saco forrado con cilios, y se extiende hacia el estómago. Los cilios hacen girar la varilla, de manera que se enrolla en hebras de mucosidad. A medida que la varilla se disuelve lentamente en el estómago, libera enzimas digestivas. Las estimaciones de la velocidad de rotación del estilo in vivo varían significativamente, y no está claro si el estilo se hace girar continua o intermitentemente.

#### Molecular
Hay dos ejemplos conocidos de estructuras giratorias a escala molecular utilizados por las células vivas. La ATP sintasa es una enzima utilizada en el proceso de almacenamiento y transferencia de energía, en particular en la fotosíntesis y la fosforilación oxidativa. Tiene cierta similitud con los motores flagelares, que se discuten a continuación. Se supone que la evolución de la ATP sintasa es un caso de evolución en mosaico, por el que dos subunidades, cada una con sus propias funciones, se han asociado y conseguido una nueva funcionalidad.

El flagelo bacteriano, un verdadero ejemplo de estructura biológica que gira libremente

El único ejemplo conocido de una "rueda" biológica, un sistema capaz de proporcionar un par motor propulsivo continuo sobre un elemento fijo al cuerpo, es el flagelo, una cola como un sacacorchos utilizado por procariotas unicelulares para la propulsión.:396 El flagelo bacteriano es el ejemplo más conocido. Alrededor de la mitad de todas las bacterias conocidas tienen al menos un flagelo, lo que indica que la rotación puede ser de hecho la forma más común de locomoción en los sistemas vivos, aunque su uso se restringe al entorno microscópico.
En la base del flagelo bacteriano, donde entra en la membrana celular, una proteína motora actúa como un motor rotativo. El motor es alimentado por la fuerza motriz de protones, es decir, por el flujo de protones (iones de hidrógeno) a través de la membrana celular bacteriana debido a un gradiente de concentración establecido por el metabolismo de la célula. (En las especies del género Vibrio, hay dos tipos de flagelos, lateral y polar, y algunos son impulsados por una bomba de iones de sodio en lugar de una bomba de protones.) Los flagelos son bastante eficientes, permitiendo que las bacterias se mueven a velocidades de hasta a 60 longitudes de células por segundo. El motor giratorio en la base del flagelo es similar en estructura a la ATP sintasa. Las bacterias Spirillum tienen cuerpos helicoidales con flagelos en cada extremo, que giran alrededor del eje central de su cuerpo mientras que se mueven a través del agua.
Archaea, un grupo de procariotas separado de las bacterias, también dispone de flagelos que son accionados por las proteínas de motor rotativo, que son estructuralmente y evolutivamente distintos de los flagelos bacterianos. Mientras que los flagelos bacterianos evolucionaron desde el sistema de secreción de tipo III de las bacterias, los de las arqueas parecen haber evolucionado de los pili de tipo IV.
Algunas células eucariotas, tales como el protista Euglena y el esperma animal, también tienen flagelos. Sin embargo, los flagelos eucariotas no giran en la base; más bien, se doblan de tal manera que la punta de los flagelos azota en círculo. El flagelo eucariota, también llamado cilio o undulipodio, es estructuralmente y evolutivamente distinto del flagelo procariota.

## Barreras biológicas a los organismos de ruedas

### Limitaciones evolutivas

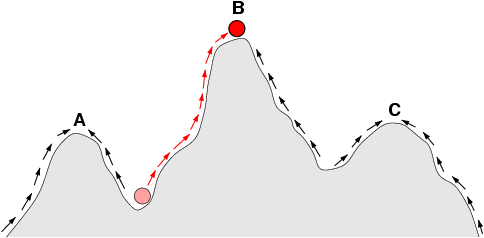
Bosquejo de un paisaje adaptativo. Las flechas indican el flujo preferente de una población en el paisaje, y los puntos A, B, y C son los óptimos locales. Los cambios potencialmente beneficiosos que requieran un descenso a un valle de aptitud (tales como el movimiento del punto A al punto B) son negados a las poblaciones que evolucionan por selección natural.

Los procesos de la evolución, tales como se entienden en la actualidad, pueden ayudar a explicar por qué la locomoción de ruedas no ha evolucionado en los organismos multicelulares: en pocas palabras, una estructura o sistema complejo no evolucionará si su forma incompleta no proporciona ningún beneficio para el organismo.
De acuerdo con la síntesis evolutiva moderna, las adaptaciones se producen de forma gradual a través de la selección natural, por lo que los grandes cambios genéticos suelen extenderse dentro de las poblaciones solo si no disminuyen la aptitud de los individuos. Aunque los cambios neutros (los que no proporcionan ningún beneficio) se pueden propagar a través de la deriva genética, y los cambios perjudiciales pueden propagarse en algunas circunstancias,:728-729 los grandes cambios que requieren varios pasos solo se producirán si las etapas intermedias aumentan la aptitud. Richard Dawkins describe el asunto: "The wheel may be one of those cases where the engineering solution can be seen in plain view, yet be unattainable in evolution because it lies [on] the other side of a deep valley, cutting unbridgeably across the massif of Mount Improbable." ("La rueda puede ser uno de esos casos en los que la solución de ingeniería se puede ver a simple vista, sin embargo, es inalcanzable en la evolución porque yace al otro lado de un valle profundo, cortando infranqueablemente a través de la sierra del Monte Improbable.") En tal paisaje adaptativo, las ruedas pueden considerarse un "pico" muy favorable, pero el valle alrededor de ese pico puede ser demasiado profundo o amplio por el acervo génico para migrar a través de la deriva genética o la selección natural. Stephen Jay Gould señala que la adaptación biológica se limita a trabajar con componentes disponibles, comentando que ""wheels work well, but animals are debarred from building them by structural constraints inherited as an evolutionary legacy" ("las ruedas funcionan bien, pero los animales están privados de la construcción de ellas por las limitaciones estructurales heredadas como un legado evolutivo."):48
Por lo tanto, la selección natural explica por qué las ruedas son una solución poco probable para el problema de la locomoción – una rueda parcialmente evolucionada, con uno o más de sus componentes clave faltantes, probablemente no impartiría una ventaja para un organismo. La excepción a esto es el flagelo, el único ejemplo conocido en la biología de un sistema de propulsión que gira libremente; en la evolución de los flagelos, los componentes individuales fueron reclutados de estructuras antiguas, en las que realizaban tareas no relacionadas con la propulsión. El cuerpo basal, que es ahora el motor rotativo, por ejemplo, podría haber evolucionado a partir de una estructura utilizada por la bacteria para inyectar toxinas en otras células. Este reclutamiento de estructuras previamente evolucionadas para servir a nuevas funciones se llama exaptación.
El biólogo molecular Robin Holliday ha escrito que la ausencia de ruedas biológicas argumenta en contra del creacionismo y el diseño inteligente de la diversidad de la vida, debido a que al tratarse de un creador inteligente – libre de las limitaciones impuestas por la evolución – se esperaría que desplegara ruedas dondequiera que fueran de utilidad.

### Restricciones del desarrollo y anatómicos
- Wikilibros en inglés alberga libro sobre Biomechanics.

Mediante procesos de fabricación humanos, los sistemas de ruedas de complejidad variable han demostrado ser bastante simples de construir, y los problemas de transmisión de energía y de fricción han demostrado ser tratables. No está claro, sin embargo, si los muy diferentes procesos del desarrollo embrionario se adapten a – o incluso sean capaces de – producir una rueda funcional, por las razones descritas a continuación.
El mayor impedimento anatómico para los organismos multicelulares de ruedas es la interfaz entre los componentes estáticos y giratorios de la rueda. En cualquier caso, pasiva o activa, la rueda (y posiblemente el eje) debe ser capaz de girar libremente con respecto al resto de la máquina u organismo. A diferencia de las articulaciones de los animales, que tienen un rango de movimiento limitado, una rueda debe ser capaz de girar a través de un ángulo arbitrario sin necesidad de ser "desenrollada". Como tal, una rueda no puede estar unida permanentemente al eje alrededor del cual gira (o, si el eje y la rueda están fijados juntos, el eje no se puede fijar al resto de la máquina u organismo):44 Hay varios problemas funcionales creados por este requisito que pueden llegar a ser intratables.

#### La transmisión de potencia a las ruedas motrices

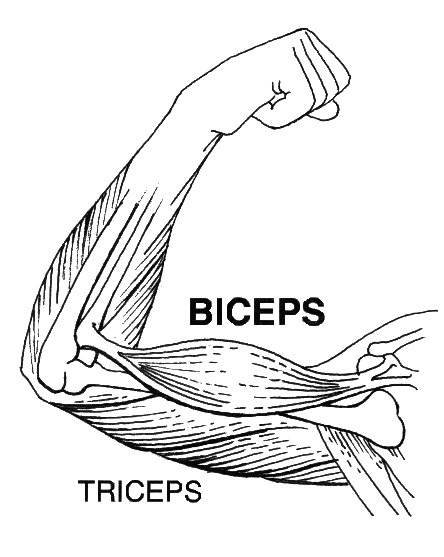
El músculo esquelético, que se adjunta al hueso en cada extremo.

En el caso de una rueda accionada, debe existir un par de torsión para generar la fuerza locomotora. En la tecnología humana, este par de torsión se proporciona generalmente por un motor, de los cuales hay muchos tipos (eléctrico, impulsado por pistón, neumático, e hidráulico), y por la fuerza humana (como en el caso de una bicicleta). En los animales, el movimiento se consigue típicamente por el uso de los músculos esqueléticos, que derivan su energía del metabolismo de los nutrientes de los alimentos.:406 Debido a que estos músculos están unidos a ambos componentes que deben moverse uno respecto al otro, no son capaces de conducir directamente una rueda. Además, los animales grandes no pueden producir altas aceleraciones, porque la inercia aumenta rápidamente con respecto al tamaño del cuerpo.

#### Fricción
En los sistemas mecánicos típicos, algún tipo de cojinete y/o lubricante debe ser utilizado para reducir la fricción en la interfaz entre dos componentes. La reducción de la fricción es vital para reducir al mínimo el desgaste de los componentes y prevenir el sobrecalentamiento. A medida que la velocidad relativa de los componentes se eleva, y a medida que la fuerza de contacto entre ellos aumenta, la importancia de la mitigación de fricción aumenta también. En articulaciones biológicas tales como la rodilla humana, la fricción se reduce por medio de un cartílago con un coeficiente de fricción muy bajo, así como por el líquido sinovial, un lubricante que tiene una viscosidad muy baja. Gerhard Scholtz, profesor del Institut für Biologie Vergleichende Zoologie ("Instituto de Biología y Zoología Comparada") de la Universidad Humboldt de Berlín, afirma que un lubricante secretado similar o material celular muerto podrían permitirle a una rueda biológica girar libremente.

#### La transferencia de nutrientes y residuos
Otro problema potencial que surge en la interfaz entre la rueda y el eje (o entre el eje y el resto del cuerpo) es la capacidad de un organismo para transferir materiales a través de esta interfaz. Si los tejidos que componen una rueda están vivos, tendrían que ser alimentados con oxígeno y nutrientes y sus residuos tendrían que ser retirados a fin de mantener el metabolismo. Un sistema circulatorio animal típico, compuesto por vasos sanguíneos, no sería capaz de proporcionar el transporte a través de la interfaz.:405 En ausencia de circulación, el oxígeno y los nutrientes tendrían que difundirse a través de la interfaz, un proceso que sería muy limitado por la presión parcial y el área superficial disponible, de acuerdo con la ley de difusión de Fick.:48 Para grandes animales multicelulares, la difusión sería insuficiente. Alternativamente, una rueda podría estar compuesta por materiales excretados y no vivos, como la queratina, de la que están compuestos el pelo y las uñas.

## Desventajas de las ruedas
Las ruedas incurren en desventajas mecánicas y de otro tipo, en ciertos entornos y situaciones, que representarían una disminución de la aptitud en comparación con la locomoción a modo de extremidades. Estas desventajas sugieren que, incluso sin las limitaciones biológicas mencionadas anteriormente, la ausencia de ruedas en la vida multicelular puede no ser en realidad la "oportunidad perdida" de la biología que parece a primera vista. Por el contrario, dadas las desventajas mecánicas y restringida utilidad de las ruedas en comparación con las extremidades, la pregunta central puede ser invertida: "¿Por qué la naturaleza no produce ruedas?", sino más bien, "¿Por qué los vehículos humanos no hacen mayor uso de las extremidades?" El uso de las ruedas en lugar de las extremidades en muchos vehículos diseñados probablemente se puede atribuir a la complejidad del diseño necesarios para construir y controlar las extremidades, en lugar de a una ventaja funcional consistente de las ruedas.

### Eficiencia

#### Resistencia a la rodadura

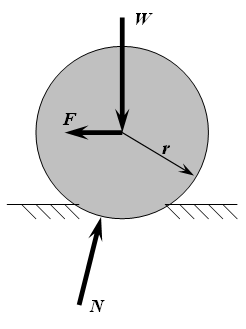
Una rueda de material duro rodando –y deformando– sobre una superficie blanda, dando como resultado la fuerza de reacción N de la superficie, que tiene un componente que se opone al movimiento.

A pesar de que las ruedas rígidas son más eficientes energéticamente que otros medios de locomoción cuando se desplazan sobre terreno duro y plano (como carreteras pavimentadas), estas no son especialmente eficaces sobre terrenos blandos, como los suelos, ya que son vulnerables a la resistencia a la rodadura. Cuando hay una resistencia a la rodadura, un vehículo pierde energía a la deformación sus ruedas y a la superficie sobre la cual están rodando. Las ruedas pequeñas son especialmente susceptibles a la resistencia a la rodadura.:401 Las superficies blandas se deforman más y se recuperan menos que las superficies firmes, lo que resulta en una mayor resistencia. La resistencia a la rodadura en un suelo medio a duro puede ser de cinco a ocho veces mayor que en el concreto, y la resistencia en la arena puede ser de diez a quince veces mayor. Mientras que las ruedas deben deformar la superficie a lo largo de toda su trayectoria, las extremidades inducen solo una pequeña deformación, localizada en el punto de contacto del pie.
La resistencia a la rodadura es también la razón por la cual las ruedas no se ven en ciertas civilizaciones humanas de la historia. Durante la época del Imperio Romano, los carros con ruedas eran comunes en el Oriente Medio y el Norte de África; sin embargo, cuando se derrumbó el Imperio y sus caminos cayeron en mal estado, las ruedas perdieron su mérito en las poblaciones locales, que prefirieron a los camellos para el transporte de mercancías en el clima arenoso del desierto. En su libro Dientes de gallina y dedos de caballo, Stephen Jay Gould explica esta curiosa historia, afirmando que, en ausencia de caminos mantenidos, los camellos requieren menos mano de obra y agua que un carro tirado por bueyes.

#### Eficiencia de la locomoción acuática
Cuando se mueven a través de un fluido, los sistemas rotativos llevan una ventaja de eficiencia solo a números de Reynolds muy bajos (es decir, flujos dominados por la viscosidad), tales como aquellos experimentadas por los flagelos bacterianos, mientras que los sistemas oscilantes tienen la ventaja en números de Reynolds más altos (dominados por la inercia). Mientras que las hélices de los barcos suelen tener eficiencias de alrededor de 60% y las hélices de aviones hasta alrededor de 80% (llegando al 88% en el Gossamer Condor de tracción humana), eficiencias más altas, del rango de 96%-98%, se puede lograr con una lámina flexible oscilante como la cola de un pez o el ala de un ave.:398

### Tracción
Las ruedas son propensas al deslizamiento – la incapacidad para generar fricción – sobre terreno suelto o resbaladizo. El deslice desperdicia energía y, potencialmente, puede conducir a una pérdida de control o un atascamiento, como en un automóvil atrapado en el barro o la nieve. Esta limitación de las ruedas se puede ver en el ámbito de la tecnología humana. En un ejemplo de biónica, vehículos con patas han sido empleados en la industria maderera, ya que son capaces del acceder a terrenos más difíciles a diferencia de los vehículos con ruedas. Los vehículos de oruga sufren menos deslizamiento que los vehículos de ruedas, debido a su mayor área de contacto con el suelo, pero tienden a tener mayores radios de giro que los vehículos de ruedas, y son menos eficientes y más complejos mecánicamente.

### Desplazamiento entre obstáculos

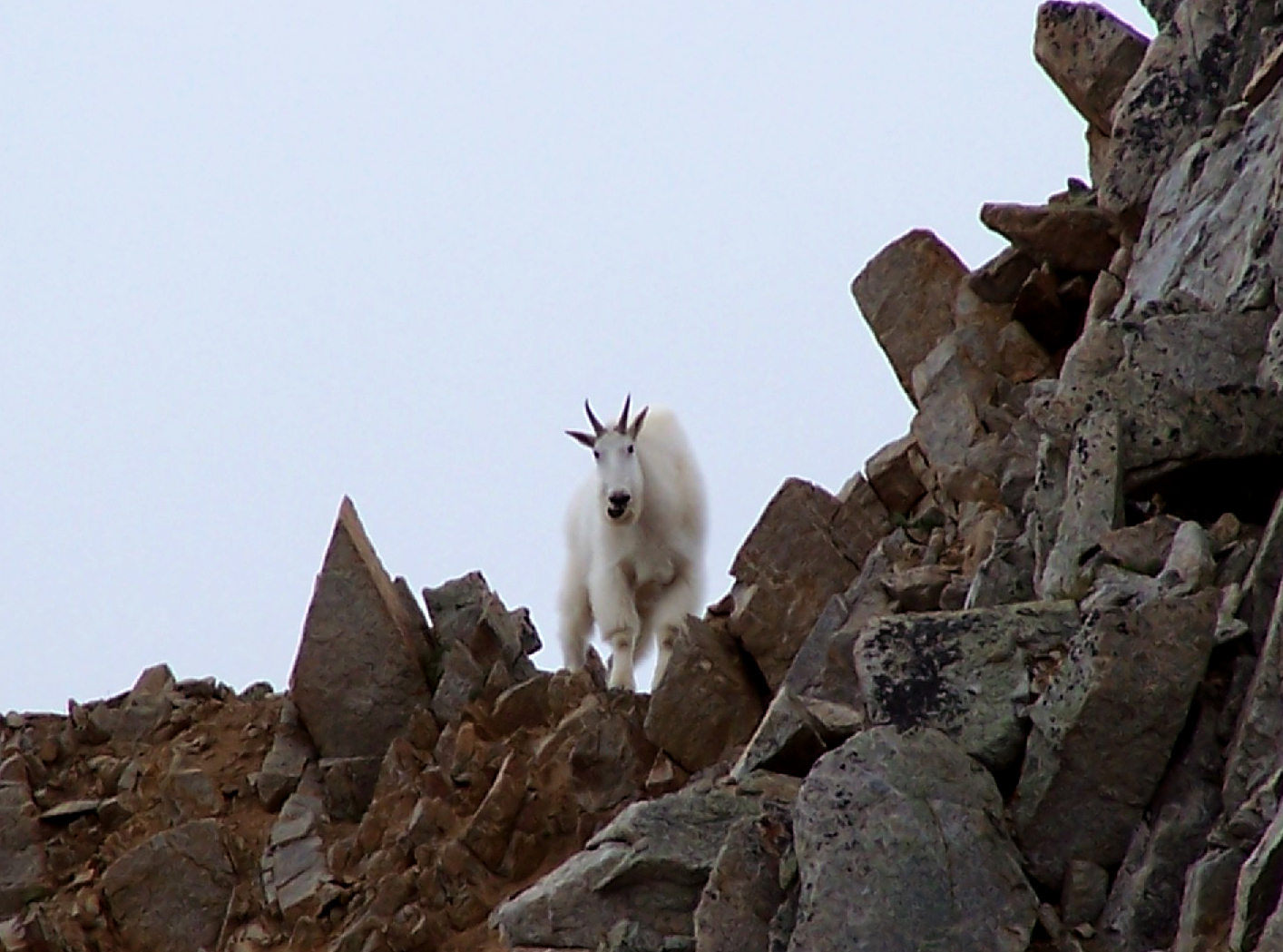
Una cabra de las Rocosas camina por un terreno escabroso. Las cabras ilustran la versatilidad de las patas en terrenos difíciles.

El trabajo del ingeniero Mieczysław G. Bekker muestra que la distribución de las irregularidades en terrenos naturales es log-normal; es decir, los pequeños obstáculos son mucho más comunes que los grandes. Por lo tanto, el desplazamiento entre obstáculos presenta un desafío para la locomoción con ruedas en terrenos naturales en todas las escalas de tamaño.:400-401 Los principales modos de desplazamiento entre obstáculos son consisten en sortearlos o para pasar por encima de ellos; cada uno tiene sus problemas concomitantes.

#### El ir alrededor de obstáculos
El anatomista Michael LaBarbera de la Universidad de Chicago ilustra la pobre maniobrabilidad de las ruedas mediante la comparación de los radios de giro de los humanos que caminan frente a los que se desplazan en silla de ruedas.:402 Como señala Jared Diamond, la mayoría de los ejemplos biológicos de rodadura se encuentran en terrenos abiertos y firmes, incluyendo el uso de la rodadura por los escarabajos peloteros y los estepicursores.

#### El ir por encima de obstáculos

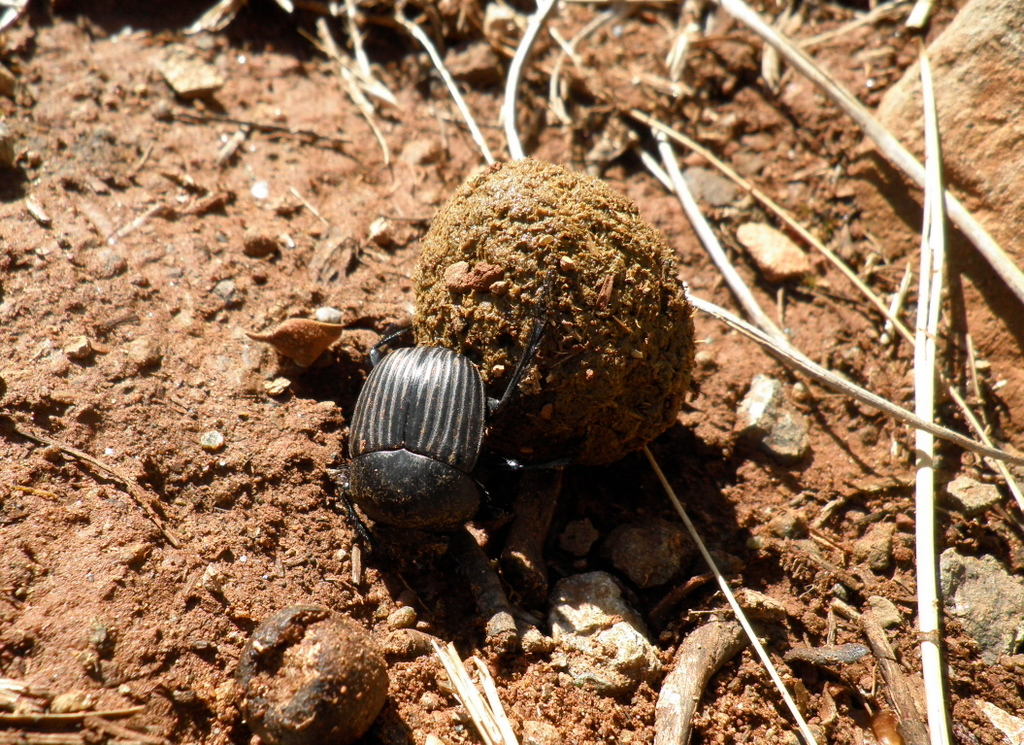
Escarabajo pelotero empujando una bola de estiércol sobre una pendiente.

Las ruedas no son buenas para hacer frente a los obstáculos verticales, especialmente los obstáculos de misma escala que la propia rueda. Suponiendo que un vehículo o animal puede cambiar su centro de masa, la altura limitante de los obstáculos verticales para una rueda pasiva es igual a su radio. Si el centro de masas no puede ser desplazado, el obstáculo más alto que un vehículo puede superar es de un cuarto a la mitad del radio de la rueda. Debido a estas limitaciones, las ruedas destinadas para terrenos difíciles requieren un diámetro mayor.:400
Además, sin articulación, un vehículo de ruedas puede atorarse en la parte superior de un obstáculo, con el obstáculo entre las ruedas, evitando que entre en contacto con el suelo. Las extremidades, por el contrario, son útiles para la escalada y están mejor adaptadas para hacer frente a un terreno desigual.:402-403
Con ruedas no articuladas, la escalada de obstáculos hará que el cuerpo del vehículo se incline. Si el centro de la masa del vehículo se mueve fuera de la batalla o las pistas de las ruedas, el vehículo se volverá estáticamente inestable y volcará. A altas velocidades, un vehículo puede ser dinámicamente inestable, lo que significa que puede volcarse por un obstáculo más pequeño que su límite de estabilidad estática, o por la aceleración excesiva o de giro ajustado. Sin articulación, esto puede llegar a una posición imposible de recuperar.

### Versatilidad
Las extremidades utilizadas por los animales para la locomoción sobre terreno a menudo también se utilizan para otros fines, tales como agarrar, manipular, escalar, colgar de las ramas, la natación, la excavación, saltar, lanzar, patear y el acicalado. Con una falta de articulaciones, las ruedas no serían tan útiles como las extremidades para estas funciones.:399

## Criaturas rodantes y ruedas en la ficción y la leyenda
Las leyendas y la ficción especulativa revelan una antigua fascinación humana por las criaturas rodantes y de ruedas.

### Criaturas rodantes

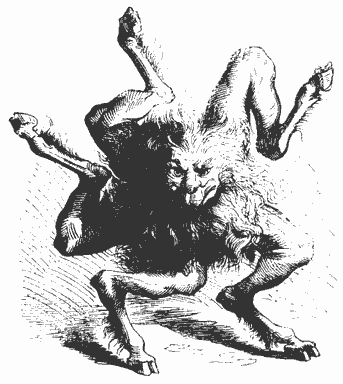
El demonio Buer

La serpiente de aro es una criatura legendaria en los Estados Unidos y Australia. Se dice que la serpiente mete su cola en la boca y gira como una rueda hacia su presa. El Tsuchinoko japonés es una criatura mítica similar.
Buer, un demonio que se menciona en el grimorio del siglo XVI Pseudomonarchia Daemonum, es descrito en la edición de 1825 del Dictionnaire Infernal por Collin de Plancy, como una criatura con "la forma de una estrella o de una rueda". En la edición de 1863 de este libro, aparece una ilustración por Louis Le Breton, que representa a una criatura con cinco patas dispuestas radialmente.
El cuento de ciencia ficción de 1944 "Arena", de Fredric Brown, describe a un extraterrestre telepático, un "Outsider" (forastero), que es más o menos esférico y se mueve rodando. El cuento fue la base para un episodio de 1967 de Star Trek del mismo nombre, y posiblemente también un episodio de 1964 de The Outer Limits titulado "Fun and Games", aunque ninguno de estos programas de televisión incluye una criatura esférica.
El artista gráfico holandés M. C. Escher inventó una criatura a la cual llamó Pedalternorotandomovens centroculatus articulosus, que era capaz de enrollarse hacia adelante. Ilustró esta criatura en su litografía de 1951 Wentelteefje (también conocido por el título inglés Curl-up).
Un cómic de Scrooge McDuck de 1956 escrito por Carl Barks, Land Beneath the Ground! (¡La tierra debajo de la tierra!), introdujo a los Terries y Fermies (un juego en la frase terra firma), criaturas que se mueven de un lugar a otro rodando. Los Terries y Fermies han hecho un deporte de sus capacidades de rodar, causando terremotos en el proceso.
Los viajes de Tuf, una novela de ciencia ficción de 1986 de George R. R. Martin, cuenta con un extraterrestre llamado Rolleram, es descrito como "a berserk living cannonball of enormous size" (una enloquecida bala de cañón viviente de enorme tamaño), que mata a sus presas rodando sobre ellas y aplastándolas, antes de digerirlas externamente. Los adultos de la especie pesan aproximadamente seis toneladas métricas y pueden rodar a una velocidad de más de 50 kilómetros por hora.
En Sonic the Hedgehog, una serie de videojuegos que apareció por primera vez en 1991, el mismo Sonic y su compañero Tails se mueven rodando.
El cuento de 1995 "Microbe", escrito por el biólogo de Kenyon College y la escritora de ciencia ficción feminista Joan Slonczewski, describe una expedición exploratoria a un mundo extraño cuya vida vegetal y animal está formada en su totalidad por organismos en forma de rosquilla.

### Criaturas de ruedas
- Wikisource en inglés contiene obras originales de o sobre Locomoción rotativa en sistemas vivos.

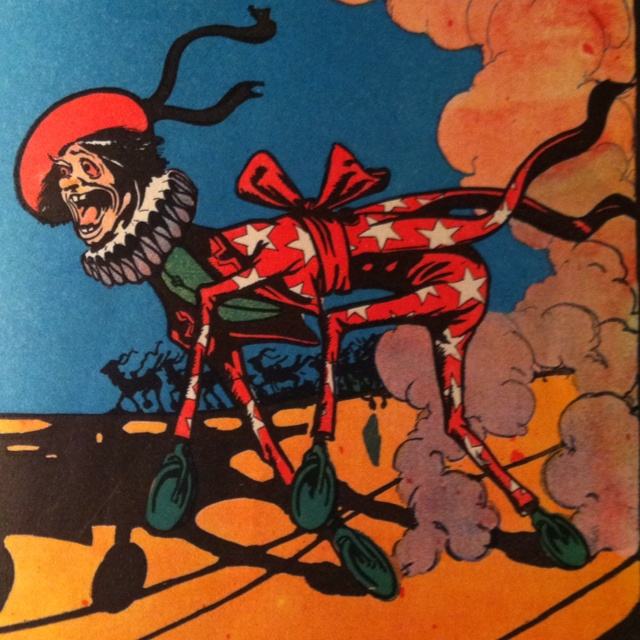
Un "Wheeler" de Ozma de Oz por L. Frank Baum (ilustración por John R. Neill)

El libro para niños de 1907 Ozma de Oz de L. Frank Baum cuenta con criaturas humanoides con ruedas en lugar de manos y pies, llamados Wheelers.
La novela de 1968 The Goblin Reservation de Clifford D. Simak cuenta con una raza extraterrestre inteligente que utiliza ruedas biológicas.
El libro de 1977 Cluster, de Piers Anthony y sus secuelas cuentan con extraterrestres llamados Polarians, que se mueven de agarrándose y guardando el equilibrio encima de una bola grande. La bola es un parte viviente del cuerpo de los Polarians, aunque es temporalmente separable.
El universo La elevación de los pupilos de David Brin incluye una especie ruedas llamado el g'Kek, que se describen con cierto detalle en la novela de 1995 Arrecife brillante. En La costa del infinito de 1996, el g'Kek es descrito como un ser parecido a "un calamar en una silla de ruedas." Sufren de ejes artríticos en la vejez, sobre todo cuando se vive en un ambiente de alta gravedad.
Una novela de 1997 de la serie de Animorphs, The Andalite Chronicles, incluye a un extraterrestre llamado un Mortron, compuesto por dos entidades separadas: una mitad inferior de color amarillo y negro con cuatro ruedas, y una cabeza roja y alargada, con dientes afilados y alas ocultas.
La novela de 2000 El catalejo lacado, del autor inglés Philip Pullman, cuenta con una raza alienígena conocida como los Mulefa, que tienen cuerpos en forma de diamante con una pata en cada una de las partes delantera y trasera y una en cada lado. Los Mulefa utilizan grandes vainas de semillas en forma de disco como ruedas. Montan las vainas en los ejes de hueso de las patas delanteras y traseras, mientras que se propulsan con sus patas laterales. El Mulefa tienen una relación simbiótica con los árboles de vaina de semillas, que dependen de la acción de balanceo para abrir una grieta en las vainas y permitir que las semillas se dispersen.
En la novela de 2000 Wheelers, por Inglés matemático Ian Stewart y biólogo reproductivo Jack Cohen, una especie de Júpiter llamada "blimp" ha desarrollado la capacidad de producir máquinas biológicas llamadas "wheelers", que utilizan ruedas como locomoción.
La serie de televisión para niños Jungla sobre ruedas, estrenada en 2009, cuenta con animales de selva híbridos con ruedas en lugar de patas; uno de esos animales, Elevan, es un híbrido de un elefante y una furgoneta. Estos animales atraviesan su hábitat en carreteras elevadas.